# Bouquet, Gard
Bouquet là một xã trong tỉnh Gard thuộc vùng Occitanie, phía nam nước Pháp. Xã Bouquet, Gard nằm ở khu vực có độ cao trung bình 631 mét trên mực nước biển.